# Zilla conica
Zilla conica är en spindelart som beskrevs av Yin, Wang och Zhang 1987. Zilla conica ingår i släktet Zilla och familjen hjulspindlar. Inga underarter finns listade i Catalogue of Life.